# Pallad
Pallad (Pd, łac. palladium) – pierwiastek chemiczny z grupy niklowców w układzie okresowym, należący do triady platynowców lekkich.

## Występowanie
Pallad występuje w skorupie ziemskiej w ilości 150 ppb głównie jako zanieczyszczenie rud miedzi i cynku. Posiada 25 znanych izotopów z przedziału mas 96–116, z czego trwałe są izotopy 102Pd, 104Pd, 105Pd, 106Pd, 108Pd i 110Pd, tworzące naturalny skład izotopowy tego pierwiastka.

## Odkrycie i nazwa
Został odkryty w 1803 roku przez Williama Hyde'a Wollastona w Londynie. Nazwa pochodzi od greckiej bogini Pallas, czyli Ateny, i została nadana w związku z niedawnym (1802) odkryciem planetoidy Pallas. Jako pierwszy polską nazwę pallad zaproponował Filip Walter.

## Właściwości
W stanie podstawowym ma on nietypową konfigurację elektronową – jako jedyny pierwiastek z 5 okresu nie posiada elektronów na 5 powłoce elektronowej, ze względu na podwójną promocję.
W postaci czystej jest to lśniący, srebrzystoszary metal, kowalny i ciągliwy. Swoim wyglądem do złudzenia przypomina platynę. Nie reaguje z wodą i powietrzem. Roztwarza się w silnych kwasach i zasadach. Silnie absorbuje gazowy wodór, w stosunku objętościowym 1:850. Z tego względu jest stosowany jako tzw. gąbka wodorowa. Właściwość ta miała także kluczową rolę w eksperymencie Ponsa–Fleischmanna w roku 1989. Wodór zaabsorbowany w palladzie jest w postaci atomowej, a nie cząsteczkowej. Zjawisko absorpcji gazów znajduje wykorzystanie w katalizatorach spalin pojazdów z silnikami benzynowymi, a także hybrydowymi.
W roku 1939 pallad został uznany za metal szlachetny.
Nie ma istotnego znaczenia biologicznego.

## Zastosowanie
Większość wydobywanego na świecie palladu pochłania przemysł samochodowy, który wykorzystuje ten metal do produkcji katalizatorów. Oprócz tego palladu używa się w przemyśle elektrotechnicznym i elektronicznym do produkcji paneli fotowoltaicznych, układów scalonych i elektrod.
Od lat 30. XX w. pallad znajduje zastosowanie w jubilerstwie jako surowiec do wyrobu biżuterii. Był też wykorzystywany do wytwarzania białego złota.
Pallad traktowany jest także jako metal inwestycyjny, z którego wybija się monety bulionowe oraz sztabki. Palladowi nadany został międzynarodowy kod walutowy ISO 4217 – XPD.

## Związki
Tworzy związki na stopniach utlenienia 0, I, II i IV, wśród nich liczne związki kompleksowe, m.in. tetrakis(trifenylofosfina)pallad(0), [Pd(PPh3)4], często stosowany jako katalizator różnych reakcji sprzęgania.